# Międzynarodówka Liberalna
Międzynarodówka Liberalna (ang. Liberal International, LI) – międzynarodówka skupiająca ugrupowania liberalne z różnych części świata. Oficjalnymi językami organizacji są angielski, francuski i hiszpański, lecz językiem roboczym jest angielski.
W jej skład wchodzą: partie polityczne (jako pełnoprawni członkowie lub obserwatorzy), organizacje regionalne, organizacje współpracujące oraz indywidualni członkowie.

## Rys historyczny
Partie liberalne tradycje współpracy ponadnarodowej wywodzą od spotkania grupy liberałów, które odbyło się we Francji w 1823 roku. To na tym spotkaniu uczestnicy przygotowali dokument („Plan liberałów na rzecz wzmocnienia rewolucji”) w którym to zawarli postulaty nawiązania intensywnych stosunków pomiędzy liberałami z innych krajów. Na podstawie tego dokumentu od 1910 r. rozpoczęła się seria regularnych spotkań liberałów z kilkunastu krajów europejskich (najbardziej znane to: Haga – 1913 r., Genewa – 1924 r.). Na spotkaniu w Genewie z 1924 r. powołano do życia Międzynarodowe Porozumienie Partii Radykalnych i Podobnych Partii Demokratycznych, na czele którego stanął Francuz M.F. Buisson. W 1925 r. do organizacji należało 25 państw m.in. Polska. Spotkania Porozumienia odbywały się do 1934 r. Równolegle istniała Unia Radykalnej i Demokratycznej Młodzieży powstała w roku 1921. Wielu spośród tych, którzy działali w Unii, przystąpiło do Międzynarodówki Liberalnej, stając się jej aktywistami.
W okresie II wojny światowej Międzynarodówka Liberalna nie spotykała się. Idea przywrócenia jej do życia narodziła się w 1946 r. w Brukseli, podczas obchodów 100. rocznicy powstania Belgijskiej Partii Liberalnej – najstarszej partii liberalnej na świecie. 
W dniach 10–14 kwietnia 1947 r., w Oksfordzie w Wadham College odbył się kongres założycielski Międzynarodówki Liberalnej. Wzięli w nim udział członkowie partii liberalnych z 19 krajów. Na kongresie tym został przyjęty podstawowy dokument określający ramy przyszłej współpracy, „Manifest liberalny”.
Do Międzynarodówki Liberalnej należy ok. 70 partii, m.in.:
- brytyjscy Liberalni Demokraci,
- niemiecka Wolna Partia Demokratyczna,
- kanadyjska Liberalna Partia Kanady,
- holenderscy Demokraci 66, Partia Ludowa na rzecz Wolności i Demokracji,
- bułgarski Narodowy Ruch na rzecz Stabilności i Postępu.

Siedzibą Międzynarodówki Liberalnej jest Londyn.